# Ferdinand Minnaert
Ferdinand Clement Minnaert (Gent, 1887. november 27. – Gent, 1975. augusztus 26.) olimpiai ezüstérmes belga tornász.
Ez első világháború után az 1920. évi nyári olimpiai játékokon indult, és mint tornász versenyzett. Csapat összetettben ezüstérmes lett.